# Bookends
《Bookends》는 미국의 음악 듀오 사이먼 & 가펑클의 네 번째 스튜디오 음반이다. 폴 사이먼, 로이 할리, 아트 가펑클이 프로듀싱한 이 음반은 1968년 4월 3일, 미국에서 컬럼비아 레코드에 의해 발매되었다. 이 듀오는 2년 전에 《Sounds of Silence》와 《Parsley, Sage, Rosemary and Thyme》 그리고 1967년 영화 《졸업》의 사운드트랙 음반으로 유명해졌다.
《Bookends》는 어린 시절부터 노년까지의 인생 여정을 탐구하는 콘셉트 음반이다. 이 음반의 첫 번째 측면은  인생의 연속된 단계를 나타내며, 테마는 인생의 순환에 대한 서적의 역할을 한다. 두 번째 측면은 주로 《졸업》 사운드트랙을 위한 사용되지 않은 자료로 구성된다. 사이먼의 가사는 젊음, 환멸, 관계, 노년, 사망에 관한 것이다. 이 작품의 대부분은 프로듀서 존 사이먼(관계 없음)과 함께 제작되었는데, 폴 사이먼은 작가의 폐색으로 고통받았을 때 이 녹음 작업에 참여했다. 그 음반은 1년 동안 서서히 녹음되었고, 1967년 후반 무렵에는 생산이 빨라졌다.
《Bookends》의 초기 판매량은 미국에서 상당했고 이 음반은 1위 싱글인 〈Mrs. Robinson〉을 프로듀싱했다. 이 음반은 미국과 영국에서 가장 잘 팔렸고, 그 곳에서 1위를 차지했다. 《Bookends》는 비틀즈, 밥 딜런, 롤링 스톤스 같은 아티스트들을 1960년대 반문화 운동의 선두에 두면서 이 듀오에게 획기적인 사건으로 여겨졌다. 그 음반은 계속해서 비평가들로부터 갈채를 받았다.

## 배경
사이먼 & 가펑클은 1965년 데뷔작인 《Wednesday Morning, 3 A.M.》(1964년)의 실패로 두 사람이 헤어진 기간 동안 라디오에서 파도를 일으키면서 국내 무대에 처음 등장했다. 또 다른 발매작인 《Sounds of Silence》(1965년)에 이어, 듀오는 《Parsley, Sage, Rosemary and Thyme》(1966년)를 녹음, 발매하여 듀오에게 새로운 비판적이고 상업적인 성공을 가져다 주었다. 당시 25세인 사이먼은 가장 중요한 것은 예술적 진실성을 유지하는 동시에 마침내 그가 로큰롤의 상위 세습으로 "만들게" 되었다고 느꼈다("보비 대린과 같이 밥 딜런과 영적으로 가까워지게 한다"고 전기 작가 마크 엘리엇이 썼다). 두 사람은 프로듀서인 톰 윌슨을 통해 상호 친구인 월리 아모스의 추천을 받아 윌리엄 모리스를 예약 대행사로 선택했다.

## 곡 목록
아트 가펑클이 작사/작곡한 〈Voices of Old People〉을 제외하고, 모든 곡들은 폴 사이먼이 작사/작곡하였다.
| #  | 제목                          | 재생 시간 |
| -- | ----------------------------- | --------- |
| 1. | 〈Bookends Theme〉            | 0:32      |
| 2. | 〈Save the Life of My Child〉 | 2:49      |
| 3. | 〈America〉                   | 3:35      |
| 4. | 〈Overs〉                     | 2:14      |
| 5. | 〈Voices of Old People〉      | 2:07      |
| 6. | 〈Old Friends〉               | 2:36      |
| 7. | 〈Bookends Theme〉            | 1:16      |

| #  | 제목                       | 재생 시간 |
| -- | -------------------------- | --------- |
| 1. | 〈Fakin' It〉              | 3:17      |
| 2. | 〈Punky's Dilemma〉        | 2:12      |
| 3. | 〈Mrs. Robinson〉          | 4:02      |
| 4. | 〈A Hazy Shade of Winter〉 | 2:17      |
| 5. | 〈At the Zoo〉             | 2:23      |

## 인증
| 국가                       | 인증        | 판매량/출하량 |
| -------------------------- | ----------- | ------------- |
| 미국 (RIAA)                | 2× 플래티넘 | 2,000,000^    |
| ^출하량을 기반으로 한 인증 |             |               |